# Чиланзар Актепа
Чиланзар Актепа (узб. Chilonzor Oqtepasi) — городище в Ташкенте, археологический памятник IV—VIII, X—XI вв.
Входит в список «Объектов материального культурного наследия Узбекистана республиканского значения». Охранная зона археологического памятника составляет 2850 кв. метров. Объект включён в единую систему государственных кадастров как государственная собственность. Находится на балансе в Ташкентском городском управлении культурным наследием.

## Расположение
Городище находится в юго-западной части Ташкента на берегу канала Бозсу.

## Характеристика
Чиланзар Актепа представляет собой холм высотой до 15 метров с руинами примыкающего к нему поселения размерами 60 на 75 метров. При раскопках холма было обнаружено, что он состоит из нескольких наслоений сооружений, построенных из сырцового кирпича и пахсы в течение IV—VIII вв. Выделено три периода разных по композиции зданий относящихся к языческому доисламскому культу. В первый период (IV век) постройка представляла собой замок с четырьмя башнями, построенный на пахсовом фундаменте — стилобате. Площадь здания, которое представляло собой прямоугольник размерами 13,5 на 13 метров, была разделена на 3 длинных помещения с внутренними сводами, угловые башни овальные в сечении, имели внутренние комнаты, сообщающиеся между собой узкими проходами. Массивные стены, в южной части достигающие 4 метров в ширину и сохранившаяся часть лестницы, позволили предположить, что первоначально здание имело два этажа. Замок, представляющий собой мощное фортификационное сооружение с крепкими стенами и башнями, оборудованными бойницами, был не только крепостью, но и служил храмом огня. 
Во второй период (V—VI вв) вокруг первоначального здания были построены новые жилые и подсобные помещения, усиленные дополнительной крепостной стеной с бойницами. В третьем периоде (VII—VIII вв) первые постройки были засыпаны землей и оштукатурены. В этот период строение представляло собой здание с открытым прямоугольным двором, размерами 38 на 27 метров, построенное на 9-метровом фундаменте, окружённое стеной, оборудованной нишами и платформой внутри. В центре двора по главной оси был установлен квадратный постамент. В результате раскопок на платформе были обнаружены мощные органические отложения, большое количество каменных зернотёрок и камней-куратов, типичная для культуры Ковунчи II керамика, а также монета тюргешей VIII в. Специфика планировки и найденные предметы позволили идентифицировать сооружения как общественно-культовые, относящиеся к исконно-местному каунчинскому населению и условно отнести его к храму для поклонения духам предков, согласно письменным источникам, этот культ был широко распространён в Чаче. 
Храмовый комплекс Чиланзар Актепа VII—VIII вв одна из крупных доисламских святынь на территории, расположеной вблизи столицы государства. После арабского завоевания святилище некоторое время служило зороастрийским некрополем, а затем пришло в запустение. Позже в X—XI вв вокруг руин возникло небольшое селение. В настоящее время вокруг археологического памятника находится современная застройка города.

## История открытия и изучения
Отмечен А. И. Тереножкиным в 1940 году. Обследование городища было произведено в 1960 году А. С. Шиллером, Ю. Ф. Буряковым. С 1969 по 1971 годы производились раскопки Ташкентской археологической экспедицией.

## Современное состояние
В 2023 году было объявлено о создании на территории археологического памятника Чиланзар Актепа — музея под открытым небом. На эти цели было выделено 500 миллионов сумов. В том же году, выяснилось, что около памятника ведётся строительство, однако хокимият Шайхантахурского района и Агентство культурного наследия Узбекистана не выявили нарушений. Перед началом строительства специалистами Национального центра археологии Академии наук Узбекистана была проведена работа по определению границ охранной зоны памятника. При проведении рекогносцировки было отмечено, что Чиланзар Актепа «утратила свой первоначальный вид» и превратилась в мусорную свалку. Толщина слоя мусора, покрывающего памятник составляет 2—3 метра.